# الاحتجاجات المالطية 2019–20

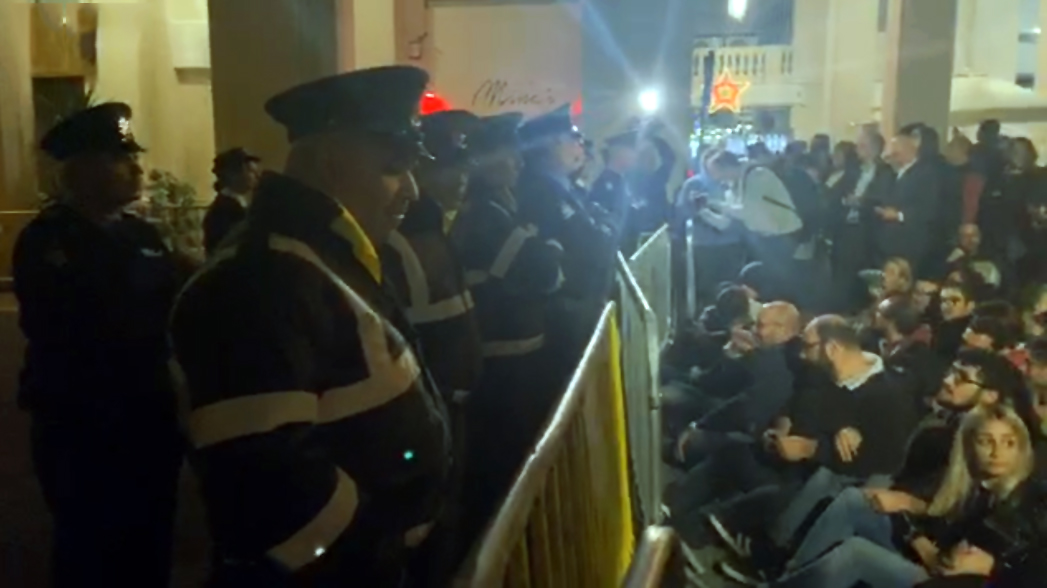
متظاهرون يعتصمون لمنع سيارات النائب من مغادرة منطقة البرلمان في فاليتا

اندلعت الاحتجاجات المالطية من عام 2019 حتى عام 2020 في فاليتا وغيرها من المراكز الحضرية بمالطا في يوم 20 نوفمبر عام 2019. دعا المتظاهرون إلى استقالة عدد من المسؤولين الحكوميين بعدما انكشف الستار عن مجموعة من الصلات السياسية المزعومة والمرتبطة باغتيال الصحفية والمدونة دافني كاروانا غاليزيا، وذلك عقب اعتقال رجل الأعمال يورغن فينيش. كذلك استهدف المتظاهرون الفساد والتقاعس الحكوميين إزاء قضايا غسيل الأموال. تألفت الاحتجاجات من مظاهرات ومسيرات واعتصامات وأشكال أخرى من العصيان المدني. تعد هذه الاحتجاجات غير مسبوقة في تاريخ مالطا السياسي منذ استقلالها عن المملكة المتحدة.
اتُهمت الحكومة المالطية باللجوء إلى استخدام أساليب الترهيب ضد المتظاهرين والصحفيين بدءًا من شهر ديسمبر في عام 2019. واتهمت عائلة كاروانا غاليزيا رئيس الوزراء موسكات بمحاولة حماية أعضاء دائرته الداخلية من التحقيقات الجنائية. عارض المنظمون الادعاءات التي وصفت الاحتجاجات بالعنيفة، في حين قال مسؤول رسمي أن بعض المتظاهرين «لجأوا بالفعل إلى العنف والإساءة والتحريض».
أعلن رئيس الوزراء جوزيف موسكات في يوم الأول من شهر ديسمبر في عام 2019 عن اعتزامه تقديم استقالته من منصبه في يوم 12 يناير عام 2020. صرح عدد من الخبراء الدستوريين والهيئات القانونية وممثلين آخرين أن قرار موسكات البقاء على رأس منصبه حتى شهر يناير عام 2020 وبقاء البرلمان في إجازة لمدة ستة أسابيع خلال فترة عيد الميلاد أدى إلى نشوب الأزمة التي أصابت المؤسسات المالطية. بادرت كل من عائلة كاروانا غاليزيا وعدة أحزاب سياسية وبعثة الاتحاد الأوروبي في مالطا وأكاديميين ومنظمات غير حكومية ومنظمات المجتمع المدني واتحاد طلبة جامعة مالطا وعدد من المستشارين السابقين والمنظمات الصناعية والاتحادات النقابية التجارية والعمالية إلى الدعوة إلى استقالته الفورية من منصبه. أعلن جوزيف موسكات عن استقالته في يوم 13 يناير عام 2020 ملبيًا بذلك أحد المطالب الرئيسية للمتظاهرين.
تأثرت الأعمال التجارية سلبًا بالأزمة والاحتجاجات المندلعة اعتبارًا من شهر ديسمبر في عام 2019، في حين عبرت الجمعيات والمؤسسات التجارية الكبرى عن قلقها حيال التأثير الناجم عن هذه الاضطرابات.

## خلفية تاريخية

### السياق السياسي في مالطا
نالت مالطا وهي دولة جزرية يناهز تعداد سكانها 500 ألف نسمة، استقلالها عن بريطانيا العظمى في عام 1964، وأعلن شعبها عن قيام نظام جمهوري عليها في عام 1974. عمومًا، اعتبرت مالطا من الدول المتمتعة بالحياد الجيوسياسي (منذ عام 1979)، بالإضافة إلى تميزها بمشاركة الناخبين مشاركةً ديمقراطيةً بالغة التأثير. يطغو النظام ثنائي الأحزاب على الهيئة الحكومية الحديثة الخاصة بمالطا ألا وهي مجلس النواب ذي الغرفة الواحدة إذ يحتل حزب العمال بزعامة رئيس الوزراء جوزيف موسكات غالبية مقاعد المجلس.
يتخلل التصور العام للموظفين الحكوميين في مالطا مجموعة من مزاعم الفساد وذلك على الرغم من وجودة عدة مؤشرات تدل على النجاح الاقتصادي والاجتماعي الذي حققته البلاد على غرار ارتفاع متوسط العمر المتوقع ليبلغ 81 عامًا وتصنيفها كمجتمع متقدم بحسب صندوق النقد الدولي والأمم المتحدة (إلى جانب 32 دولة أخرى من دول العالم). أدى ذلك إلى تدني تصنيف مالطا على مؤشر مدركات الفساد مقارنةً بالعديد من الدول الأخرى الصغيرة المتقدمة اقتصاديًا مثل الدنمارك وسنغافورة ولوكسمبورغ ونيوزيلندا وهونغ كونغ. تنامى عدد التقارير التي نشرها الصحفيون الاستقصائيون حول ادعاءات غسيل الأموال والتهرب الضريبي عبر الملاذات الخارجية في السنوات القليلة الماضية (ومن ضمنها تلك المرتبطة بأوراق بنما)، فضلًا عن المحسوبيات وغيرها من المؤشرات الأخرى المختلفة الدالة على الرشوة والاحتيال. يتمتع الصحفيون بالحماية بموجب القانون الدستوري المالطي الخاص بحرية الصحافة وحرية التعبير.
كان قادة كلا الحزبين ومن ضمنهم موسكات وزعيم حزب المعارضة أدريان ديليا عرضة للانتقادات بصورة عامة.

### اغتيال دافني كاروانا غاليزيا وردود الفعل المدنية
حصدت مسألة دافني كاروانا غاليزيا صيتًا دوليًا باعتبارها ناقدةً حازمة لسوء الممارسة السياسية والتجارية، وذلك على الرغم من استهدافها من قبل عدة دعاوى قضائية إستراتيجية ضد المشاركة العامة. نشرت كاروانا مجموعة من المعلومات الحساسة والمثيرة للجدل والتي ربطت عددًا من السياسيين المالطيين بأوراق بنما على مدار عام 2017. اغتيلت بقنبلة وضعت في سيارتها في يوم 16 أكتوبر عام 2017. واجهت في وقت وفاتها 48 دعوى تشهير.
حضر آلاف الأشخاص وقفة احتجاجية في سليما وهي مسقط رأس كاروانا غاليزيا في ليلة مقتلها. وأقامت مجموعة من منظمات المجتمع المدني مجموعة من الاحتجاجات الشهرية والوقفات التضامنية في اليوم السادس عشر من كل شهر بدءًا من شهر أكتوبر في عام 2017، بالإضافة إلى تواصل الاحتجاجات والمسيرات المناهضة للفساد. استمر تنظيم هذه المظاهرات التي عارضت فتح المسؤولين المالطيين لحسابات مصرفية سرية في بنما بصورة رسمية على مدى أعوام قبل موت كاروانا غاليزيا. ومع ذلك شهدت الاحتجاجات في مالطا تحولًا في فحواها عقب اغتيالها وتطورت وازدادت في حدتها مع ظهور المزيد من المعلومات حول مقتلها والتي كشفت عن ضلوع عدد من رجال الأعمال والسياسيين على حدٍ سواء.
غطى الإعلام الدولي موتها وبدأ تداول اسم كاروانا غاليزيا عالميًا على موقع تويتر. نظمت شبكة المجتمع المدني وقفة احتجاجية طالبت فيها بإحقاق العدالة، ودعت كلًا من مفوض الشرطة والمدعي العام إلى تقديم استقالتهما الفورية في يوم 22 أكتوبر عام 2017.
عبر موسكات وديليا عن أسفهما حيال موتها معتبرانه تمثيلًا عن «تهاوي الديمقراطية وحرية التعبير». بعث البابا فرانسيس رسالة تعزية إلى الشعب المالطي. وأعلن مؤسس موقع ويكيليكس جوليان أسانج عن جائزة مالية بمقدار 20 ألف يورو لمن يقدم معلومات تقود إلى إدانة قتلة كاروانا غاليزيا، وهو ما حفز إنشاء حملات تمويل تشاركي إضافية وإقرار الدولة لمكافآت مالية تسعى من خلالها إلى تحقيق أهداف مماثلة.
أعلن اتحاد مؤلف من 45 صحفي دولي عن نشر مشروع دافني في شهر أبريل من عام 2018. كان المشروع ثمرة تعاون بين 18 منظمة إخبارية ومن بينها صحيفة تايمز أوف مالطا الموزعة محليًا، فضلًا عن صحيفتي نيويورك تايمز والغارديان بغية استكمال عملها الاستقصائي. كذلك أعلِن عن تأسيس جائزة اليسار المتحد-اليسار النوردي الأخضر الأوروبي للصحفيين وكاشفي الفساد والمدافعين عن الحق في المعلومات تكريمًا لكاروانا غاليزيا في عام 2018.

نظمت جمعية المجتمع المدني مسيرة احتجاجية مع اقتراب الذكرى السنوية الثانية لاغتيال كاروانا، وأصدرت السفارة الأمريكية بيانًا كررت فيه استعداد الولايات المتحدة مساعدة المحققين المالطيين في شهر أكتوبر من عام 2019. أصر رئيس الوزراء جوزيف موسكات على أن الصحافة أساءت تفسير التصريح الصادر عن السفارة الأمريكية. وفي الأثناء واصل الخبراء الهولنديون مساعدة السلطات المالطية في التحقيق بالملابسات المحيطة بالاغتيال، وأحيت وزارة الشؤون الخارجية الهولندية ذكرى كاروانا غاليزيا مكررةً التزامها بحرية الصحافة والجهود الرامية إلى مكافحة الفساد:
«قتلت الصحفية المالطية دافني كاروانا غاليزيا في هذا اليوم قبل عامين في هجوم شنيع على حرية التعبير. لا وجود للديمقراطية من دون صحافة حرة ومستقلة. فلتحقق العدالة للصحافة وليغدو هذا الأمر مثالًا يحتذي به الجميع».
-وزارة الشؤون الخارجية الهولندية بتاريخ 16 أكتوبر عام 2019.